# Fals culpable (pel·lícula de 1957)
Fals culpable (títol original en anglès The Wrong Man) és una pel·lícula estatunidenca dirigida per Alfred Hitchcock i estrenada l'any 1957.	

## Argument
Manny és un músic de jazz novaiorquès que gaudeix d'una plàcida vida juntament amb la seva dona Rose i els seus dos fills petits. En la seva visita a una asseguradora, una treballadora el confon amb un lladre que havia robat allà dies abans i ho denuncia a la policia. En aquest moment comença la seva angoixant odissea, és detingut i acusat d'una sèrie de furts perpetrats al barri, i tots els testimonis i les proves cal·ligràfiques corroboren la seva culpabilitat. Després de sortir sota fiança, intentarà demostrar la seva innocència fins que la seva esposa pateix una crisi i és internada en un psiquiàtric.

## Repartiment
- Henry Fonda: Manny Balestrero
- Vera Miles: Rose
- Anthony Quayle: O'Connor
- Harold J. Stone: tinent Bowers
- Charles Cooper: detectiu Matthews

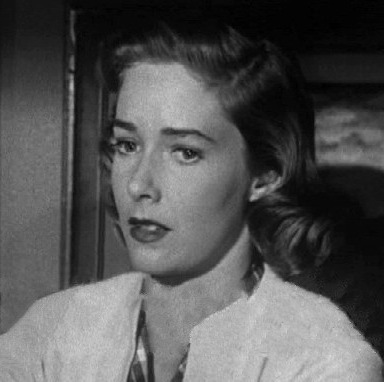
Vera Miles en una escena de la pel·lícula

- Nehemiah Persoff: Eugene "Gene" Conforti
- Esther Minciotti: Mama Balestrero
- John Heldabrand: Tomasini
- Doreen Lang: Ann James
- Laurinda Barrett: Constance Willis
- Norma Connolly: Betty Todd